# Onosma exsertum
Onosma exsertum är en strävbladig växtart som beskrevs av Hemsley. Onosma exsertum ingår i släktet Onosma och familjen strävbladiga växter. Inga underarter finns listade i Catalogue of Life.